# Upazila
Una upazila (Bengalí: উপজেলা upojela), antiguamente thana, es uno de los subdistritos en los que está dividida cada una de las 64 zilas o distritos de Bangladés. 
Actualmente, existen 495 upazilas en Bangladés, las cuales constituyen el nivel más bajo de división administrativa del país.
Las upazilas están regidas por la Ordenanza de Gobierno Local de 23 de diciembre de 1982, dictada por el gobierno militar de Hossain Mohammad Ershad para reformar el nivel inferior de división administrativa vigente llamado thana, incrementando la importancia de las mismas y la descentralización administrativa. Esta ordenanza fue enmendada en 1983 para rediseñar y actualizar las thanas existentes, que pasaron a llamarse upazilas.
Las upazilas se conocían anteriormente como thana, que literalmente significa estación de policía. A pesar del significado, thanafuncionaba como una región administrativa y geográfica, como las upazilas de hoy. En 1982, las thanas fueron rebautizados como upazilas con disposiciones para el gobierno local semiautónomo. Este sistema fue revertido al sistema thana en 1992. Más tarde, en 1999, las regiones geográficas bajo la administración de thanas se convirtieron en upazilas. Todos los términos administrativos en este nivel fueron renombrados de thana a upazila. Por ejemplo, Thana Nirbahi Officer (literalmente Thana Executive Officer) pasó a llamarse upazila Nirbahi Officer (literalmente upazila Executive Officer).